# マリー・ベル
マリー・ベルは、フランスの著名な舞台女優、映画女優、そして劇場支配人である。特に、ジャック・フェデー監督の『外人部隊』やジュリアン・デュヴィヴィエ監督の『舞踏会の手帖』といった映画作品を通じて日本でも知られる存在である。

## 生涯
マリー・ベルは1900年12月23日、ボルドー南郊のベグルに本名マリー＝ジャンヌ・ベロンとして生まれた。彼女の父はアイルランド人であったため、幼少期はボルドーとイギリスを行き来して過ごした。
1913年、ダンサーとして活動していた際に、女優コロンナ・ロマノに勧められ、フランス国立演劇学校（コンセルヴァトワール）を目指したと伝えられている。1921年にコンセルヴァトワールをマドレーヌ・ルノーと共に首席で卒業し、揃ってコメディ・フランセーズの準座員（pensionnaire）となる。1926年には、アルフレッド・ド・ミュッセ作『若い娘は何を夢みるか』で共演した。1928年には同劇団の正座員（sociétaire）に昇格した。
1935年からはアンバサドゥール劇場（Théâtre des Ambassadeurs）の監督を務めた。第二次世界大戦中のナチス・ドイツ占領下では、フランス・レジスタンスに参加し、国民劇場戦線（Front national du théâtre）の9人の理事の一人として活動した。この功績により、シャルル・ド・ゴール大統領からレジオンドヌール勲章を授与されている。
コメディ・フランセーズでは、1941年にラシーヌ作『フェードル』のフェードル役、1943年にはポール・クローデル作『繻子の靴』のプルエーズ役を演じた。1944年のパリ解放後には、コメディ・フランセーズの運営委員会委員となった。1945年、同劇団の改革に異議を唱えて退団したが、1948年には名誉正座員（sociétaire honoraire）として復帰し、1954年まで定期的に舞台に立った。
1962年、62歳でジムナーズ座（Théâtre du Gymnase）の支配人となり、コメディ・フランセーズ時代からの当たり役である『フェードル』を同劇場でも上演した。アンドレ・マルローは、1965年に「マリー・ベルのフェードルを観ることは、フランスの本質を知るまたとない機会である」と激賞した。
1969年にはカンヌ国際映画祭の審査員を務めた。
1953年4月2日に、コメディ・フランセーズの正座員であった俳優ジャン・シュヴリエ（1915年 - 1975年12月13日没）と結婚した。夫妻は1968年に映画『フェードル』を制作している。
マリー・ベルは1985年8月14日、パリ西郊のヌイイ＝シュル＝セーヌで死去した。夫ジャン・シュヴリエと共にモナコの墓地に眠っている。彼女の死後、ジムナーズ座は「ジムナーズ・マリー・ベル」劇場と改称された。生涯で約40本の映画に出演している。

## 舞台の記録
マリー・ベルの演目は、古典から現代劇まで多岐にわたる。代表的な出演作品は以下の通りである。
- ウィリアム・シェイクスピア作『アントニーとクレオパトラ』
- ピエール・コルネイユ作『ル・シッド』
- モリエール作『人間嫌い』
- ジャン・ラシーヌ作『フェードル』
- ヴィクトル・ユゴー作『ルイ・ブラス』
- アルフレッド・ド・ミュッセ作『若い娘は何を夢みるか』（À quoi rêvent les jeunes filles）
- アンリ・ベック作『鴉の群れ』（Les Corbeaux）
- エドモン・ロスタン作『シラノ・ド・ベルジュラック』
- ポール・クローデル作『繻子の靴』
- アンリ・ベルンスタン作『秘密』（Le Secret）
- ジャン・コクトー作『ルノーとアルミード』
- ジャン・アヌイ作『囚人ありき』（Y avait un prisonnier）
- ジャン・ジュネ作『バルコン』

出演した劇場には、コメディ・フランセーズ、制作座（La Théâtre de l'Œuvre）、アンバサドゥール劇場、マドレーヌ劇場（Théâtre de la Madeleine）、ジムナーズ座、サン＝マロ演劇祭（Festival d'Art Dramatique de Saint-Malo）などがある。

## 日本に公開された映画
以下は日本で公開された主な出演映画である。カッコ内の左側の数字は作品の公開年、右側の数字は日本での初公開年を示す。
- 1924年、1928年：『巴里』（Paris）
- 1933年、1936年：『装へる夜』（L'homme à l'Hispano）
- 1933年、1935年：『外人部隊』（Le grand jeu）
- 1937年、1938年：『舞踏会の手帖』（Un carnet de bal）
- 1939年、1940年：『幻の馬車』（La charrette fantôme）
- 1963年、1967年：『いっちょう頂き』（La bonne soupe）
- 1965年、1982年：『熊座の淡き星影』（Vaghe stelle dell'Orsa）